# Diadelia minuscula
Diadelia minuscula är en skalbaggsart som beskrevs av Stefan von Breuning 1940. Diadelia minuscula ingår i släktet Diadelia och familjen långhorningar.
Artens utbredningsområde är:
- Benin.
- Ghana.
- Togo.

Inga underarter finns listade i Catalogue of Life.